# Battaglia di Ula
La battaglia di Ula (o battaglia di Čašniki) fu uno scontro armato avvenuto nell'ambito della prima guerra del nord (o guerra di Livonia) il 26 gennaio 1564 tra il Granducato di Lituania e l'Impero russo, svoltosi nelle vicinanze del fiume Ula (affluente della Daugava), a nord di Čašniki, nella regione di Vicebsk.
Nonostante la superiorità numerica delle armate russe, l'attacco a sorpresa dell'esercito lituano condusse a una schiacciante vittoria le forze del Granducato.

## Premesse
Dopo la grave sconfitta patita nella Battaglia di Ergeme nel 1560, l'Ordine di Livonia, ormai definitivamente sgretolatosi, fu ufficialmente sciolto. I neonati Ducato di Livonia e Ducato di Curlandia e Semigallia, sorti sulle sue ceneri, furono ceduti al Granducato di Lituania a seguito del Trattato di Vilnius (1561).
L'Impero russo colse l'occasione e iniziò una campagna militare contro la Lituania, conquistando Poloack nel febbraio del 1563, e minacciando l'invasione di Vilnius, la capitale del Granducato. La Lituania tentò di negoziare una tregua, ma le trattative non decollarono mai e fallirono definitivamente nel novembre 1563.

## La battaglia
Il piano russo consisteva nel far incontrare due grandi armate provenienti da Polack e Smolensk, comandate da Pëtr Ivanovič Šujskij e Pëtr Semënovič Serebrjany-Obolenskij vicino ad Orša, e farle marciare congiuntamente verso Vilnius. L'armata era equipaggiata per una lunga campagna: le scorte a disposizione erano sufficienti a rifornire le truppe per sei mesi.
Šujskij, leader dell'esercito invasore, si mosse il 23 gennaio del 1564. Mikołaj Radziwiłł, che ricopriva l'incarico di grande atamano, in quel momento si trovava a Lukoml; saputo delle mosse dell'avversario, radunò in fretta dei reparti di cavalleria senza attendere l'arrivo di fanteria ed artiglieria. Fra le truppe scelte da Mikołaj figuravano l'atamano di campo Hrehory Chodkiewicz e molti futuri comandanti militari di rilievo: fra gli altri suo figlio sedicenne Krzysztof Mikołaj Radziwiłł, che sarà in seguito nominato Grande atamano a sua volta e Jan Hieronimowicz Chodkiewicz, che diverrà atamano di Livonia.
La descrizione dello scontro appare diversa a seconda della fonte presa in esame. Si possono numerare almeno 15 resoconti diversi dello scontro, fra i quali tre rapporti ufficiali redatti a pochi giorni di distanza, ma le versioni appaiono spesso discordanti fra loro in alcuni dettagli e nei dati statistici riportati.
È tuttavia possibile individuare due versioni principali. La prima sostiene che Radziwiłł attaccò l'esercito di Šujskij mentre quest'ultimo era in marcia da Polack a Druck; secondo questa ricostruzione, i russi sarebbero stati colti di sorpresa nelle foreste della zona dall'imboscata delle forze attaccanti. Solo un piccolo distaccamento lituano si sarebbe concentrato sull'attacco verso le unità di avanguardia, mentre il resto delle truppe si sarebbe gettato sui soldati russi ancora in assetto di marcia, sbaragliandoli con relativa facilità.
Stando invece alla seconda versione della battaglia, Šujskij schierò il suo esercito in una pianura aperta, pronto ad attaccare le forze lituane non appena esse fossero uscite dalla foresta in cui erano nascoste. Nonostante la superiorità numerica però, il generale ebbe la colpa di ritardare troppo l'attacco iniziale, consentendo alle truppe del Granducato di posizionarsi meglio e di ottenere un decisivo vantaggio tattico.
Tutte le fonti sono comunque concordi nell'affermare che i lituani ottennero una vittoria schiacciante, e che lo stesso comandante russo trovò la morte nello scontro. Sulla morte di Šujskij le versioni divergono tuttavia nuovamente: la più famosa sostiene che, ferito, riuscì a fuggire dalla battaglia, ma venne in seguito ucciso a colpi di ascia da un paesano della zona. Un'altra ricostruzione lo identifica invece come trovato morto in una buca con un foro di proiettile alla testa. Radziwiłł sostenne che fu il suo soldato Kasparas Šveikovskis ad uccidere Šujskij, e che il suo corpo venne portato a Vilnius e sepolto con tutti gli onori in una chiesa ortodossa.

## Conseguenze
Nei giorni seguenti l'armata di Serebryanj-Obolenskij fu attaccata da Filon Kmita e Jurgis Astikas nei pressi di Orša. Credendo che si trattasse dell'armata lituana principale, i russi si ritirarono frettolosamente. le due grandi vittorie riportate dalle armate lituane scongiurarono il rischio di un'invasione russa, e riequilibrarono in favore del Granducato l'andamento della guerra di Livonia.
I lituani riuscirono a mettere a ferro e fuoco una vasta area intorno a Sebež, ma non riuscirono a catturare Polack. Una conseguenza positiva per loro fu comunque quella di far fallire (almeno temporaneamente) i negoziati che avrebbero portato all'unione di Lublino, che erano stati intrapresi proprio nella speranza di ottenere un aiuto militare polacco contro il comune nemico russo.
Le sconfitte di Ula e di Orša contribuirono inoltre all'aggravarsi delle condizioni psichiche dello Zar Ivan, che fu una delle cause dell'instaurazione dell'Opričnina nel 1565.